# 12 septembre 1910
Le lundi 12 septembre 1910 est le 255e jour de l'année 1910.

## Naissances
- Alexandre Safran (mort le 27 juillet 2006), rabbin roumano-suisse
- Antonín Bartoš (mort le 13 décembre 1998), homme politique tchèque
- Camille Niogret (mort le 19 janvier 2009), peintre français
- Josef Gangl (mort le 5 mai 1945), major de l'armée allemande
- Leslie Brooke (mort le 9 novembre 1967), pilote automobile anglais
- Lorus Milne (mort le 1 mai 1987), zoologiste canadien
- Lucien Devies (mort le 22 septembre 1980), alpiniste français
- Shep Fields (mort le 23 février 1981), musicien américain
- Sverre Sollie (mort le 27 mai 1989), ébéniste norvégien
- T. T. Macan (mort le 12 janvier 1985), zoologiste britannique

## Événements
- Sortie du film l'L'Abysse
- Création de la symphonie no 8 de Gustav Mahler.